# Louise de Coligny
Louise de Coligny (Châtillon-sur-Loing, 23 september 1555 - Fontainebleau, 13 november 1620) was de vierde echtgenote van prins Willem van Oranje. Zij werd geboren als dochter van de vooraanstaande protestant Gaspard de Coligny en Charlotte de Laval. 

## Biografie
Op 26 mei 1572 trouwde ze op 16-jarige leeftijd met de ongeveer twintig jaar oudere Charles de Téligny, een protestantse diplomaat. Nadat zowel Charles als haar vader tijdens de Bartholomeusnacht (24 augustus 1572) waren vermoord, vluchtte zij naar Zwitserland.
Op 12 april 1583 trouwde zij met prins Willem van Oranje in Antwerpen. Dit was het enige jaar sinds 1572 dat zij niet in rouwkleding was gekleed. Het huwelijk van Willem en Louise was politiek beladen, haar Franse afkomst maakte Louise niet erg populair in de Nederlanden. Hun zoon Frederik Hendrik werd geboren op 29 januari 1584. Op 10 juli van datzelfde jaar overleed Willem van Oranje als gevolg van de aanslag door Balthasar Gerards en was Louise voor de tweede maal weduwe geworden. Andere kinderen van de gedode prins ging zij verder opvoeden. Zij speelde als weduwe van Willem de Zwijger nog een zekere publieke rol; bij het beleg van Geertruidenberg (1593) ging zij, net als andere elegante dames, een kijkje nemen.
Nadat ze in 1619 tevergeefs bij haar stiefzoon prins Maurits middels een gratieverzoek had getracht de executie van Johan van Oldenbarnevelt te voorkomen, vertrok ze naar Frankrijk, waar ze tot haar dood in 1620 verbleef bij de Franse koningin-moeder Maria de' Medici. In Château-Renard, in haar geboortestreek, liet ze in 1609 het Château de La Motte weer opbouwen. Dit kasteel was een familiebezit en werd in 1569 ontmanteld op bevel van koning Karel IX van Frankrijk omdat het toebehoorde aan Louises vader.
Zij overleed op 13 november 1620 en werd op 24 mei 1621 bijgezet in de grafkelder van Oranje-Nassau in de Nieuwe Kerk te Delft.

## Stamboom
| Stamboom Louise de Coligny (1555-1620)                                                                            | Stamboom Louise de Coligny (1555-1620) | Stamboom Louise de Coligny (1555-1620) |
| --- | --- | --- |
| Grootouders | Gaspard I de Coligny | Louise de Montmorency |
| Ouders | Gaspard de Coligny x Charlotte de Laval | Gaspard de Coligny x Charlotte de Laval |
| Louise de Coligny (1555-1620) x 1583 Willem van Oranje-Nassau (1533-1584) Willem de Zwijger - Stadhouder Willem I | | |
| Kinderen | Frederik Hendrik (1584-1647) x 1625 Amalia van Solms (1602-1675) | Frederik Hendrik (1584-1647) x 1625 Amalia van Solms (1602-1675) |
| Kleinkinderen | Willem (1626-1650) Stadhouder Willem II Louise Henriëtte (1627-1667) Henriëtte Amalia (1628) Elisabeth (1630) Isabella Charlotte (1632-1642) Albertine Agnes (1634-1696) Henriëtte Catharina (1637-1708) Hendrik Lodewijk (1639) Maria (1642-1688) | Willem (1626-1650) Stadhouder Willem II Louise Henriëtte (1627-1667) Henriëtte Amalia (1628) Elisabeth (1630) Isabella Charlotte (1632-1642) Albertine Agnes (1634-1696) Henriëtte Catharina (1637-1708) Hendrik Lodewijk (1639) Maria (1642-1688) |